# Xã Bergen, Quận McLeod, Minnesota
Xã Bergen (tiếng Anh: Bergen Township) là một xã thuộc quận McLeod, tiểu bang Minnesota, Hoa Kỳ. Năm 2010, dân số của xã này là 1.006 người.